# Trona (chi ốc biển)
Trona là một chi ốc biển, là động vật thân mềm chân bụng sống ở biển trong họ Cypraeidae, họ ốc sứ.

## Các loài
Các loài thuộc chi Trona bao gồm:
- Trona stercoraria [2]

## Phân bố
Chi này được tìm thấy ở Đại Tây Dương dọc theo Cape Verde, Senegal và Angola.

## Hình ảnh

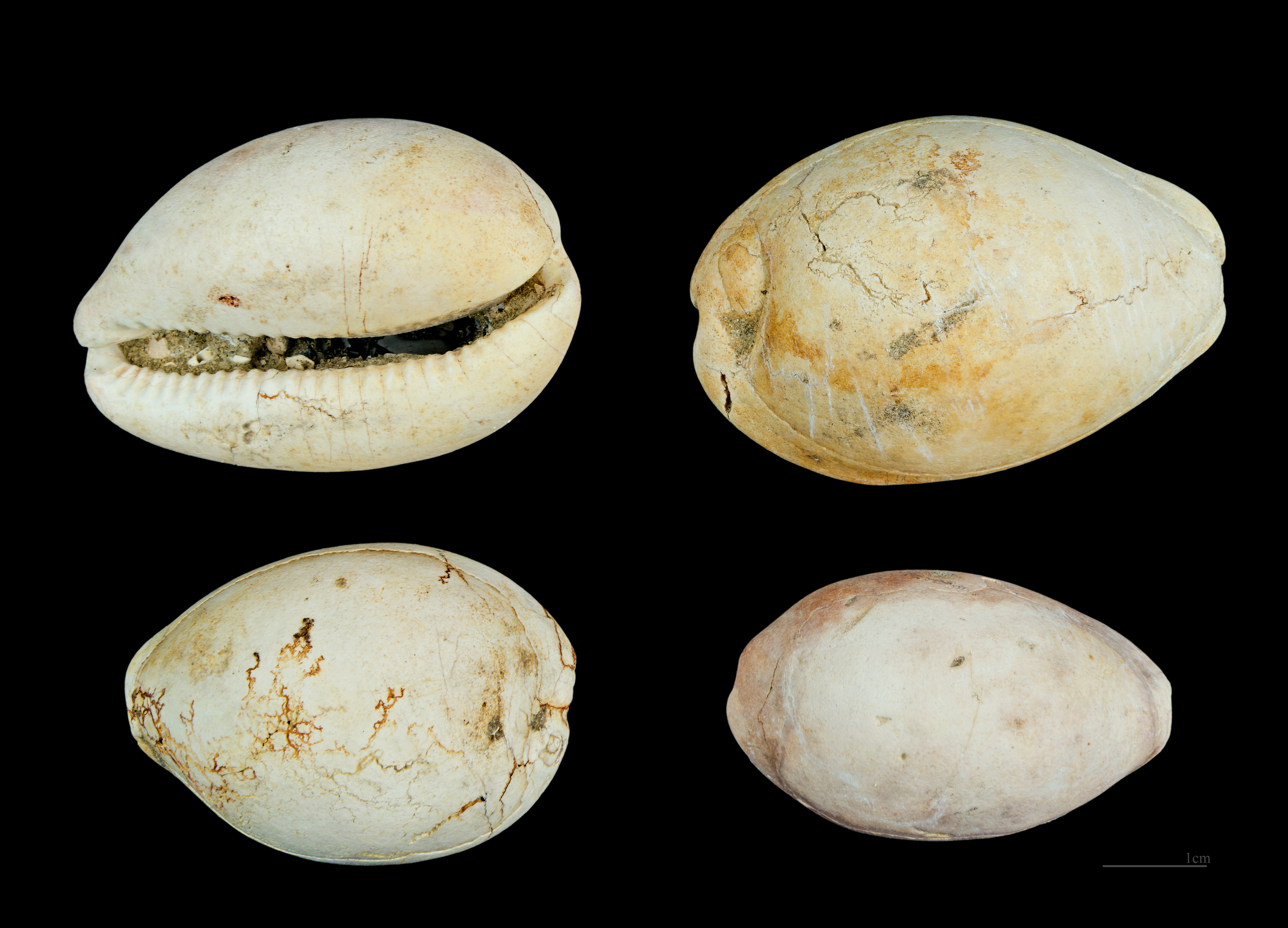
Trona leporina